# تاريخ الطباعة في شرق آسيا
ظهرت الطباعة في شرق آسيا على يد سلالة هان الحاكمة (206 قبل الميلاد - 220 ميلادي) في الصين إذ تطورت من الكتابة بالحبر على الورق أو القماش إلى اللوائح الحجرية أثناء حكم سلالة هان. تُعتبر الطباعة واحدة من الاختراعات الأربعة العظيمة للصين القديمة التي انتشرت في جميع أنحاء العالم. ثمَّة نوع محدد من الطباعة يسمى الطباعة الخشبية على الورق بدأ في الصين خلال عهد سلالة تانغ قبل القرن الثامن الميلادي. انتشرت الطباعة الخشبية عبر آسيا، ثم وصلت فكرة آلة الطباعة إلى أوروبا، التي وضعت بعض التعديلات على التصميم مع إدخال الطباعة الميكانيكية. في البداية، استخدم الصينيون الطين فقط وتقنية الحرف المتحرك. لكن ظهرت تقنية الحرف المتحرك المعدني في كوريا بحلول القرن الثالث عشر. من القرن السابع عشر وحتى القرن التاسع عشر، انتشرت في اليابان الطباعة الخشبية المسّماة أوكييو-إه، والتي زادت التأثير الياباني والفكر الانطباعي على أوروبا. اشتُهرت الطباعة على الطريقة الأوروبية في شرق آسيا بحلول القرن السادس عشر، لكن لم يتم اعتمادها تمامًا. وبعد عدة قرون، تم اعتماد الطباعة الميكانيكية التي تجمع مابين التأثيرات الأوروبية واليابانية. لكن بعد ذلك، استُبدلت بأنظمة طباعة ليزرية أحدث في القرنين العشرين والحادي والعشرين.

## الطباعة الخشبية
ظهرت الطباعة الخشبية في الصين عام 593. من الناحية التقليدية، ثمَّة تقنيتان رئيسيتان للطباعة في شرق آسيا: الطباعة على الخشب (زايلوغروفي) وطباعة الحرف المتحرك. في تقنية الطباعة الخشبية، يوضع الحبر على الحروف المحفورة على لوح خشبي، ثم يتم ضغطها بعد ذلك على الورق. أما طباعة الحرف المنقول، يتم تجميع اللوح باستخدام حروف مختلفة وفقًا للصفحة التي يتم طباعتها. استخدمت الطباعة الخشبية في الشرق من القرن الثامن وما بعده، وبدأ استخدام طباعة الحرف المتحرك خلال القرن الثاني عشر.
اكتُشف أقدم نموذج من الطباعة الخشبية على الورق، إذ كان يتم ضغط الأوراق الفردية على شكل ألواح خشبية يُكتب عليها النص إلى جانب الرسوم التوضيحية، عام 1974 في مدينة شيان (كانت تسمى آنذاك تشانغآن، عاصمة تانغ الصينية) في شنشي، الصين. وهي مانترا سوترا مطبوعة على ورق القنب يعود تاريخها إلى 650 حتى 670 خلال عهد سلالة تانغ (618-907). عُثر أيضًا على وثيقة مطبوعة أخرى تعود إلى النصف الأول من عهد سلالة تانغ الصينية، سادارمابونداريكا سوترا أو لوتس سوترا، بين عامي 690 و 699.
في كوريا ، اكتُشف مثال آخر على الطباعة الخشبية من القرن الثامن من عام 1966. اكتُشفت نسخة من نص دهاراني سوترا البوذي تحت عنوان «الضوء الخالص دهاراني سوترا»، (بالكورية: 무구정광대다라니경 – الهانجا: 無垢淨光大陀羅尼經 – بالكورية المرومنة: Mugu jeonggwang dae darani-gyeong)، في غيونغجو، كوريا الجنوبية في مملكة شلا التي تم ترميمها عام 751 ميلادي، وعلى الرغم من أن النص لم يكن مؤرخ، إلا انه من المرجح أن تاريخه يعود إلى وقت ما قبل بناء باغودا سوكغاتاب في معبد بولغوسكا، غيونجغو في عام 751 ميلادي. ومن المعتقد أن النص قد كُتب بعد عام 704 ميلادي.

### آلية الطباعة
يُنسخ النص على ألواح ورقية رقيقة ملفوفة بالشمع من قِبَل خطاط محترف. يمنع الشمع امتصاص الحبر بسهولة في الورقة، ما يسمح امتصاص الحبر على السطح الآخر. يُوضع حبر الورقة جانبًا على لوح خشبي مطلي بطبقة رقيقة من معجون الأرز. يُفرك الجزء الخلفي من الورقة بفرشاة مسطحة مصنوعة من ألياف النخيل بحيث تسمح لمعجونة الأرز الرطبة بامتصاص بعض الحبر ويُترك البعض الآخر على اللوح. يستخدم الخطاط مجموعة من الأدوات الحادة لقص الأجزاء غير المطلية بالحبر من اللوح الخشبي لإنشاء صورة عكسية للخط الأصلي فوق الخلفية.
أثناء النحت، يُمسك الخطاط السكين في يده اليمنى ويستخدم الإصبع الأوسط من اليد اليسرى، ويرسم باتجاه القاطع. تُحفر الخطوط الرأسية أولًا، ثم يلفّ اللوح 90 درجة لحفر الخطوط الأفقية.
عادةً ما يتطلب الأمر أربع قراءات أو إثبات - للنص، والنص المُصَّحح، والعيّنة الأولى المطبوعة من الحفر بعد جميع التعديلات. يمكن أن يتم وضع تعديل بسيط على اللوح عن طريق حفر شقّ صغير والضرب بمطرقة تُشبه آلة الإسفين. تتطلب الأخطاء الأكبر من ذلك عملية ترصيع كاملة. وبعد هذا، يُغسل اللوح الخشبي لإزالة أي عوالق.
عند الطباعة، يُثبّت اللوح جيدًا على طاولة. تدور فرشاة الطابعة المستديرة وتطبق الحبر بحركة رأسية. ثم يُوضع الورق فوق اللوح ويُفرك بلبادة رفيعة وطويلة لنسخ النص إلى الورقة. يتم نزع الورقة عن اللوح وتركها لتجفّ. بسبب عملية الفرك، تتم الطباعة فقط على جانب واحد من الورقة التي يجب أن تكون قليلة العرض، لكن عادةً ما تُطبع صفحتان في الوقت ذاته.
في بعض الأحيان، تُصنع نِسخ العينات باللونين الأحمر أو الأزرق، لكن الحبر الأسود كان يُستخدم دائمًا عند الطباعة النهائية. يُقال إن الطابعة الجيدة يمكن أن تنتج ما يصل إلى 1500 أو 2000 ورقة مزدوجة في اليوم الواحد. يمكن تخزين الألواح الخشبية وإعادة استخدامها عند الحاجة إلى نسخ إضافية. يمكن نسخ 15,000 طبعة من لوح خشبي واحد ومن الممكن أن يصل عددها لاحقًا إلى 10,000.